# تويوتا يارس كروس
تويوتا يارس كروس(باليابانية: ト ヨ タ ・ ヤ リ ス ク ロ ス ، Toyota Yarisu Kurosu) هي سيارة رياضية متعددة الاستخدامات كروس أوفر صغيرة تنتجها شركة صناعة السيارات اليابانية تويوتا بشكل أساسي للسوق اليابانية والأوروبية. السيارة مبنية على تصميم تويوتا يارس السيدان. تم تصميم يارس كروس من قبل استوديوهات تويوتا الأوروبية واليابانية.
كان من المقرر الكشف عنها في معرض جنيف للسيارات 2020، ولكن تم إلغاء المعرض بسبب جائحة كوفيد19 أصدرت تويوتا بعد ذلك الصور والمواصفات الأولية للسيارة في 23 أبريل 2020. تم طرحها للبيع في سبتمبر 2020 ومن المقرر طرحه للبيع في أوروبا في منتصف عام 2021. 

## معرض الصور

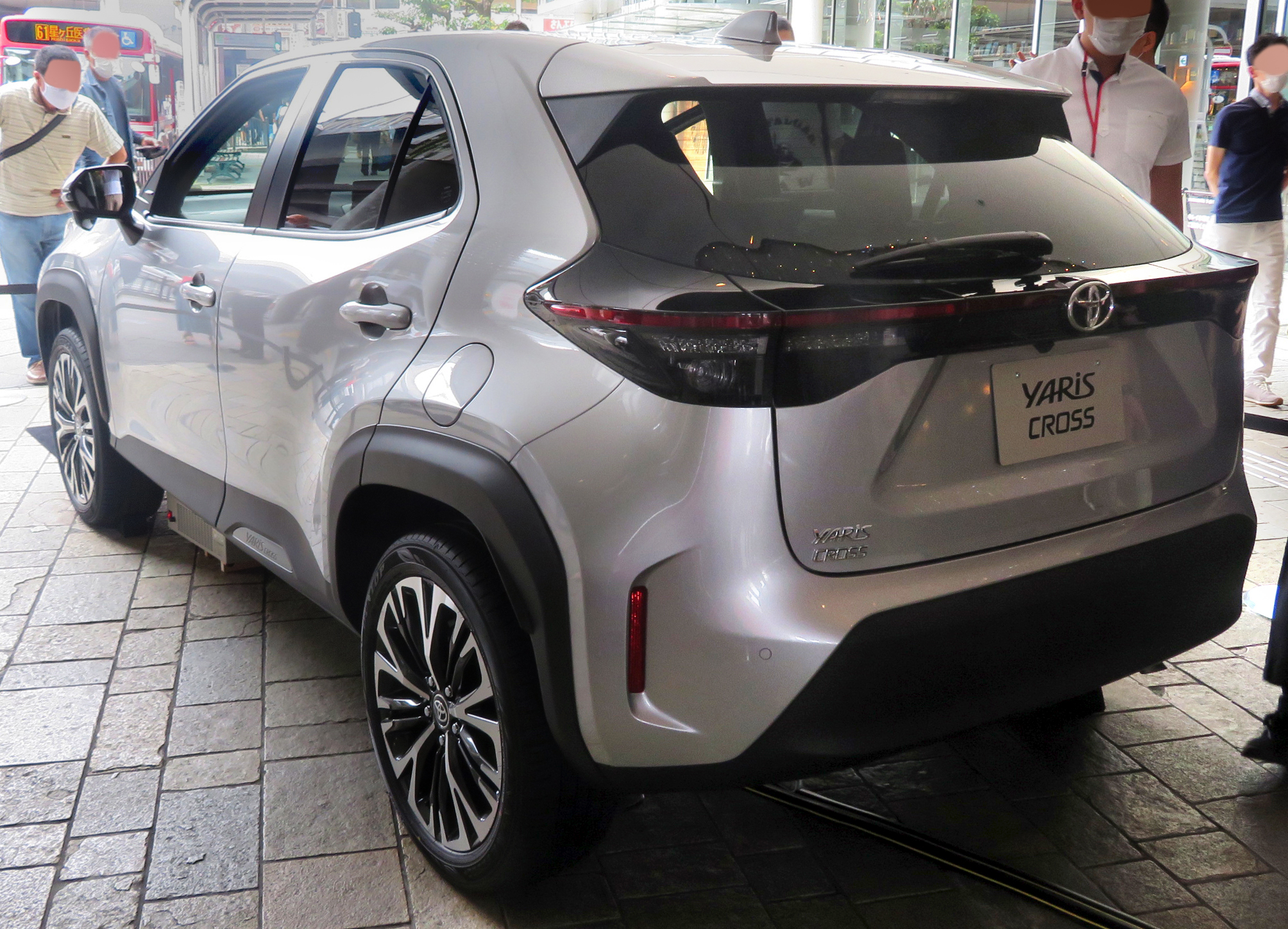
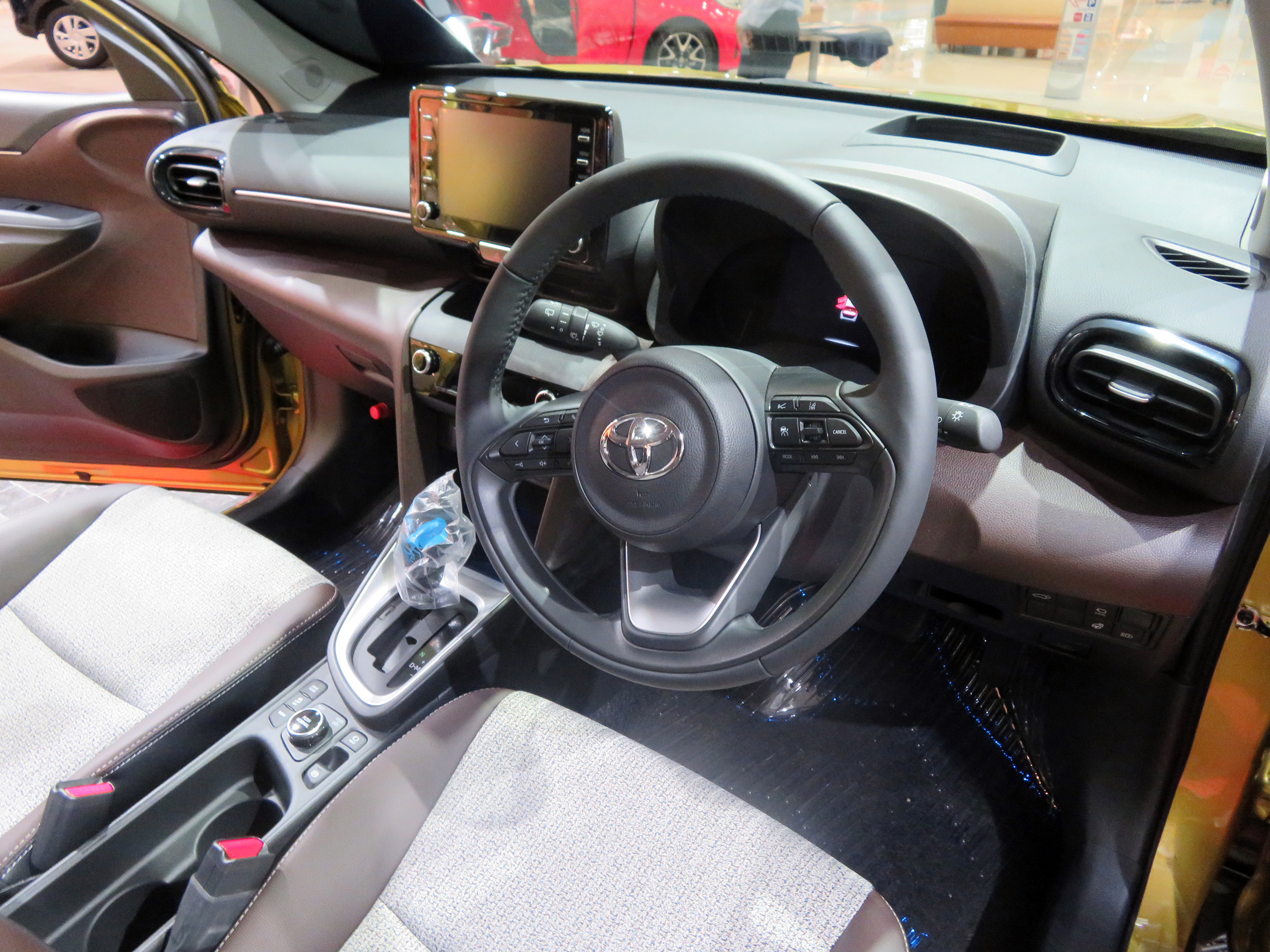

## وصلات خارجية
- الموقع الرسمي
 (Japan)